# Газопереробний завод Бід-Боланд
Газопереробний завод Бід-Боланд — розташоване у провінції Хузестан підприємство нафтогазової промисловості Ірану.

## Загальний опис
Під час розробки нафтових родовищ Ірану отримували великі обсяги попутного газу (станом на середину 1960-х — біля 14 млрд м3 на рік), з яких понад 90 % спалювали. З метою монетизації цього ресурсу спершу реалізували кілька малих проектів (постачання кількох заводів у Ширазі та Фарсі, комплексу азотної хімії в Бендер-Махшахрі), проте масштабне використання блакитного палива стало можливим лише із запуском Першого Іранського магістрального газопроводу (Iran Gas Trunkline І, IGAT I), призначеного для транспортування до 17 млрд м3 з півдня на північ країни.  
Ресурс для поставок по IGAT I забезпечив газопереробний завод Бід-Боланд, споруджений у провінції Хузестан. В останній від міста Ахваз на південний схід тягнеться ланцюжок з трьох найбільших нафтових родовищ країни — Ахваз, Марун, Ага-Джарі, які і стали сировинною базою для цього ГПЗ.
Технологічну схему майданчику Бід-Боланд створили з урахуванням спорудження в кінці 1960-х — на початку 1970-х років окремих газопереробних заводів, призначених для вилучення з попутного газу фракції С3+ (NGL-100, -200, -300 для родовища Ага-Джарі, NGL-400 та -500 на Маруні, NGL-600 для Ахвазу). Як наслідок, на Бід-Боланді провадили лише вилучення з «легкої» фракції шкідливих домішок — води та сірководню (осушка та десульфуризація). При цьому отриманий після підготовки газ містив 83 % метану, 12 % етану, 5 % пропану та 1,5 % бутану (можливо відзначити, що у 2000-х роках анонсували спорудження на Ага-Джарі та Маруні нових ГПЗ NGL-1800 та NGL-2300, котрі мали покращити показники вилучення гомологів метану, зокрема, за рахунок етану, проте станом на кінець 2010-х ці плани так і не реалізувались).        
Проектна потужність ГПЗ Бід-Боланд по прийому становить до 57 млн м3 на добу (20,8 млрд м3 на рік). Для подачі цього ресурсу спорудили 7 компресорних станцій (по три на Ага-Джарі і Маруні та одну на Ахвазі) загальною потужністю 90 тисяч к.с., сполучених із ГПЗ системою збірних трубопроводів (в тому числі газопровід діаметром 1000 мм та довжиною 117 км від найвіддаленішого родовища Ахваз).